# أولاد بوعبد السيد (بوغريبة)
أولاد بوعبد السيد هي إحدى مشيخات المملكة المغربية، تتبع جغرافيا لإقليم بركان وإداريًا لبوغريبة. يقدر عدد سكانها بـ 12261 نسمة حسب الإحصاء الرسمي للسكان والسكنى لسنة 2004.